# Armorial des communes de la province de Namur
- il comporte peu ou pas de sources.
- il reste des blasons à dessiner dans cet armorial.
- certaines figures sont encore dans un format bitmap et doivent être vectorisées.

Cette page donne les armoiries (figures et blasonnements) des communes de la province belge de Namur.
- Haut – A
- B
- C
- D
- E
- F
- G
- H
- I
- J
- K
- L
- M
- N
- O
- P
- Q
- R
- S
- T
- U
- V
- W
- X
- Y
- Z

## A
| Blason de Andenne | Blason  | D'or au lion de sable couronné et lampassé de gueules. |
| Blason de Andenne | Détails | Le statut officiel du blason reste à déterminer.       |

| Blason de Anhée | Blason  | Écartelé, au 1 les armes de la famille De Montpellier (d'or à la fasce de gueules accompagnée de trois têtes de maures tortillées de sable posées 2 et 1), au 2 les armes de la famille De Propper (D'azur au héron d'argent posé sur une terrasse hissante de sinople, tenant dans sa patte une sphère d'or), au 3 les armes de la famille d'Aix (d'argent aux trois peignes à chevaux de gueules), au 4 les armes de la famille De Moreau (d'Or à la feuille d'argent posée en pal) |
| Blason de Anhée | Détails | Le statut officiel du blason reste à déterminer. |

| Blason de Assesse | Blason  | D'azur à la bande d'or accompagnée de six besants du même posés en orle |
| Blason de Assesse | Détails | Le statut officiel du blason reste à déterminer.                        |

## B
| Blason de Beauraing | Blason  | Mi-parti, à gauche, d'or à la bande coticée de gueules, à droite, d'or burelé de gueules |
| Blason de Beauraing | Détails | Le statut officiel du blason reste à déterminer.                                         |

| Blason de Bièvre | Blason  | D'or à un castor au naturel, à la champagrc ondée d'azur, chargée de deux fasces également ondées, d'argent. |
| Blason de Bièvre | Détails | Le statut officiel du blason reste à déterminer.                                                             |

| Blason de La Bruyère | Blason  | De vair plein.                                   |
| Blason de La Bruyère | Détails | Le statut officiel du blason reste à déterminer. |

## C
| Blason de Cerfontaine | Blason  | D'argent à une fontaine hexagonale formée d'un bassin en pierre au milieu duquel se dresse un perron d'oû découlent deux jets d'eau d'azur, la fontaine accostée à dextre d'un cerf au naturel arrêté s'y abreuvant, chaque ramure de cerf portant cinq andouillers, le tout soutenu d'une terrasse et plantée d'arbres de sinople. |
| Blason de Cerfontaine | Détails | Le statut officiel du blason reste à déterminer. |

| Blason de Ciney | Blason  | D'azur à cinq testes de jeunes gens imberbes d'argent placées en sautoir. |
| Blason de Ciney | Détails | Le statut officiel du blason reste à déterminer.                          |

| Blason de Couvin | Blason  | Écartelé: aux 1 et 4 d'or, aux 2 et 3 d'azur, sur le tout, de sable à la croix latine de gueules et à une tête de léopard d'or brochant. |
| Blason de Couvin | Détails | Le statut officiel du blason reste à déterminer.                                                                                         |

## D
| Blason de Dinant | Blason  | D'argent au lion naissant de gueules couronné de trois fleurons d'or. |
| Blason de Dinant | Détails | Le statut officiel du blason reste à déterminer.                      |

| Blason de Doische | Blason  |                                                  |
| Blason de Doische | Détails | Le statut officiel du blason reste à déterminer. |

## E
| Blason de Éghezée | Blason  |                                                  |
| Blason de Éghezée | Détails | Le statut officiel du blason reste à déterminer. |

## F
| Blason de Fernelmont | Blason  | D'argent au chef denté de gueules.               |
| Blason de Fernelmont | Détails | Le statut officiel du blason reste à déterminer. |

| Blason de Floreffe | Blason  | D'azur à une rose de jardin, tigée et feuillée de quatre pièces, à dextre, et à une lettre capitale F à senestre, le tout d'argent. |
| Blason de Floreffe | Détails | Le statut officiel du blason reste à déterminer.                                                                                    |

| Blason de Florennes | Blason  | De gueules à une tour à toit pointu surmonté d'un trèfle et flanquée de deux tourelles à toit pointu, dans une enceinte fortifiée posée sur une terrasse, le tout d'argent, accosté de deux écussons d'or à la bande de gueules chargée de trois alérions d'argent. |
| Blason de Florennes | Détails | Le statut officiel du blason reste à déterminer. |

| Blason de Fosses-la-Ville | Blason  | D'or à un batteur en grange contourné de carnation, vêtu d'un sarrau de gueules et d'un pantalon de sinople, prenant appui sur la jambe dextre fléchie en avant, la jambe senestre fléchie en arrière et tenant des deux mains un fléau au naturel, enclos dans un double trêcheur fleurdelisé et contrefleurdelisé de gueules. |
| Blason de Fosses-la-Ville | Détails | Le statut officiel du blason reste à déterminer. |

## G
| Blason de Gedinne | Blason  | De gueule à la bande coticée d'argent.           |
| Blason de Gedinne | Détails | Le statut officiel du blason reste à déterminer. |

| Blason de Gembloux | Blason  | De sable à trois clefs d'argent posées en pal.   |
| Blason de Gembloux | Détails | Le statut officiel du blason reste à déterminer. |

| Blason de Gesves | Blason  | Écartelé au premier et au quatrième d'azur semé de croix fichées et recroisettées d'or à la croix du second, au second et au troisième d'argent à la bande de gueule chargée de trois étoiles d'or. |
| Blason de Gesves | Détails | Le statut officiel du blason reste à déterminer. |

## H
| Blason de Hamois | Blason  | De sable à trois pals d'or à la fasce ondée d'argent. |
| Blason de Hamois | Détails | Le statut officiel du blason reste à déterminer.      |

| Blason de Hastière | Blason  | D'azur à la Vierge debout, couronnée et nimbée, tenant du bras senestre l'Enfant Jésus, également couronné et nimbé, et de la dextre un sceptre fleuronné, le tout d'argent - l'écu posé sur une crosse abbatiale d'or, le crosseron tourné à dextre. |
| Blason de Hastière | Détails | Le statut officiel du blason reste à déterminer. |

| Blason de Havelange | Blason  | D'azur à la croix d'or.                          |
| Blason de Havelange | Détails | Le statut officiel du blason reste à déterminer. |

| Blason de Houyet | Blason  | De sinople à une couronne royale d'or, chapé ployé du même. |
| Blason de Houyet | Détails | Le statut officiel du blason reste à déterminer.            |

## J
| Blason de Jemeppe-sur-Sambre | Blason  | De gueule au chevron d'argent accompagné de 3 roses de même posées 2 et 1. |
| Blason de Jemeppe-sur-Sambre | Détails | Le statut officiel du blason reste à déterminer.                           |

## M
| Blason de Mettet | Blason  | De sinople à deux crosses, la hampe écourtée, posées en barre et affrontées, la première renversée, accompagnées au premier canton d'une merlette, le tout d'argent. |
| Blason de Mettet | Détails | Le statut officiel du blason reste à déterminer. |

## N
| Blason de Namur | Blason  | D'or au lion de sable, armé et lampassé de gueules, couronné d'or, à la cotice de gueules brochant (traversant) sur le tout |
| Blason de Namur | Détails | Le statut officiel du blason reste à déterminer.                                                                            |

## O
| Blason de Ohey | Blason  | D'or à trois peignes à chevaux de gueule bien ordonnés. |
| Blason de Ohey | Détails | Le statut officiel du blason reste à déterminer.        |

| Blason de Onhaye | Blason  | De gueules au buste de Mercure d'argent.         |
| Blason de Onhaye | Détails | Le statut officiel du blason reste à déterminer. |

## P
| Blason de Philippeville | Blason  | D'azur à la croix de saint André d'or cantonnée de quatre lettres P majuscules couronnées d'argent. |
| Blason de Philippeville | Détails | Le statut officiel du blason reste à déterminer.                                                    |

| Blason de Profondeville | Blason  | D'argent à une croix dont le montant est de gueules et la traverse d'azur. |
| Blason de Profondeville | Détails | MB 18.12.1991                                                              |

## R
| Blason de Rochefort | Blason  | D'or, à l'aigle de gueules becquée, lampassée et membrée d'azur. |
| Blason de Rochefort | Détails | Le statut officiel du blason reste à déterminer.                 |

## S
| Blason de Sambreville | Blason  | Parti, à dextre, de sable semé de larmes d'argent, à la croix d'or chargée de huit flammes de gueules et portant en abime le millésime 1914, en chiffres de sable; à senestre, de gueules à une lampe de mineur de sable brochant sur deux pics d'argent passés en sautoir. |
| Blason de Sambreville | Détails | Le statut officiel du blason reste à déterminer. |

| Blason de Sombreffe | Blason  | D'or à la fasce de gueules accompagnée en son chef de 3 merlettes de même. |
| Blason de Sombreffe | Détails | Le statut officiel du blason reste à déterminer.                           |

| Blason de Somme-Leuze | Blason  | De gueules à l'aigle éployée d'hermine, membrée et becquée d'or, languée d'argent. |
| Blason de Somme-Leuze | Détails | Le statut officiel du blason reste à déterminer.                                   |

## V
| Blason de Viroinval | Blason  | De gueules à la fasce ondée accompagnée de huit fusées quatre en chef et quatre en pointe, le tout d'argent. |
| Blason de Viroinval | Détails | DC 5.4.1993 - AE 3.5.1993                                                                                    |

| Blason de Vresse-sur-Semois | Blason  | Tranché au 1 d'argent au lion léopardé de gueules, couronné d'or, passant sur un rang de quatre rochers de sinople, mouvant du tranché; au 2 de gueules à la bande coticée d'argent. |
| Blason de Vresse-sur-Semois | Détails | Le statut officiel du blason reste à déterminer. |

## W
| Blason de Walcourt | Blason  | D'argent à l'aigle de gueules, languée et membrée d'azur au vol abaissé. |
| Blason de Walcourt | Détails | Le statut officiel du blason reste à déterminer.                         |

## Y
| Blason de Yvoir | Blason  | D'argent à trois roses de gueule bien ordonnées  |
| Blason de Yvoir | Détails | Le statut officiel du blason reste à déterminer. |